# Attentat de 1981 à l'aéroport d'Ajaccio
L'attentat de 1981 à l'aéroport d'Ajaccio survient le 16 avril 1981 lorsque l'aéroport d'Ajaccio-Napoléon-Bonaparte est la cible de deux bombes à retardement placées dans le terminal de l'aéroport dans le but d'assassiner le président français Valéry Giscard d'Estaing, qui a atterri en Corse pour une visite présidentielle seulement deux minutes avant l'explosion des bombes. Giscard n'était qu'à 500 mètres au moment de l'explosion.
L'attentat tue une personne et en blesse huit autres, et reste l'une des attaques les plus notables dans un aéroport français.

## Contexte
Le 5 mai 1976, le Front de libération nationale corse (FLNC) est formé. Le conflit corse passe ainsi d'une insurrection de faible intensité à une guérilla à grande échelle, similaire aux troubles en Irlande du Nord. Les attaques se déroulent presque toutes les nuits, avec 240 attaques rien que de janvier à avril 1981.
En 1980, le conflit s'intensifie considérablement. En janvier 1981, la "bataille de Bastelica-Fesch" a lieu, au cours de laquelle les membres du FLNC repoussent les forces de la police française et les membres du Front d'action nouvelle contre l'indépendance et l'autonomie pro-français, qui sont entrés dans la ville pour tenter d'assassiner un homme politique séparatiste qui y vit. Les attaques sur le continent français deviennent également de plus en plus fréquentes, comme l'attaque de l'ambassade iranienne à Paris en 1980.
Le 1er avril 1981, le FLNC déclare une trêve temporaire pour ne pas gêner la gauche lors de l'élection présidentielle de 1981, car la gauche française est plus favorable à l'indépendance ou à l'autonomie de la Corse que la droite, centrée autour du président français de l'époque, Valéry Giscard d'Estaing. Leur hostilité envers Giscard et les partis de droite reste cependant.

## Attentat
Le jeudi 16 avril 1981, vers 17 h 10, un appel est lancé aux forces de police locales d'Ajaccio, affirmant qu'un attentat à la bombe de grande ampleur est sur le point de se produire à l'aéroport d'Ajaccio pendant l'atterrissage de l'avion transportant Valéry Giscard d'Estaing, qui se rend en Corse pour faire campagne pour les prochaines élections de 1981. En raison du climat tendu qui règne alors en Corse, la police ne tient pas compte de l'appel et le qualifie de canular. À 17 h 18, l'avion de Giscard atterrit et il se dirige vers le terminal de l'aéroport. Alors qu'il y entre, à 17 h 23, deux grosses bombes à retardement explosent, détruisant partiellement le terminal.
Un touriste suisse de 19 ans décède sur place. Huit autres personnes sont blessées. Giscard, lui, n'est pas blessé. Des témoignages ultérieurs de François Santoni suggèrent que Giscard aurait emprunté un itinéraire différent de celui prévu pour traverser le terminal. La bombe explose dans la pièce où Giscard était censé se trouver.

## Enquête et suites
Immédiatement après l'attentat, Giscard prononce un discours à Ajaccio, déclarant : "Je ne modifierai en rien ma visite ici." Dans son discours, il qualifie l'attentat de "lâche" et déclare qu'il s'agit d'une "attitude indigne de la Corse." Il poursuit sa campagne en Corse avant de quitter Bastia le 17 avril.
Les soupçons d'attentat sont immédiats. Le directeur des cellules antiterroristes de Paris prend acte de l'absence d'intervention policière, malgré un appel téléphonique prévenant de l'attentat près de 10 minutes avant qu'il ne survienne.
L'attaque est d'abord soupçonnée d'être le fait du Service d'action civique (SAC), une organisation armée gaulliste connue pour mener des attaques particulièrement brutales contre des personnes et des organisations qu'elle juge "contraires à sa cause", ou du Front d'action nouvelle contre l'indépendance et l'autonomie (FRANCIA), un groupe de guérilla pro-français et anti-séparatiste en Corse en lutte contre le FLNC et proche du SAC. C'est la thèse principale de Roger Colombani, rédacteur en chef du Matin de Paris, qui affirme avoir été informé que le secteur marseillais du SAC a "joué un certain rôle". Lorsque Colombani interroge Christian Bonnet, ancien ministre de l'Intérieur, sur la situation lors d'une audition d'une commission spéciale formée pour discuter des actions du SAC, Bonnet répond : "Je n'ai pas connaissance de cette affaire".
Le FLNC ne revendique pas l'attaque directement. Il l'a revendique sous un nom de couverture, les "Francs-Tireurs et Partisans Corsaires", un nom qu'ils ont utilisé pour revendiquer de nombreuses attaques auparavant. Pierre Poggioli, chef du FLNC, nie toute implication du FLNC, suggérant qu'il s'agit de l'œuvre de "séparatistes dissidents" mécontents du cessez-le-feu. Ce n'est qu'en 2000 que l'attaque est revendiquée en bonne et due forme, lorsque François Santoni, ancien chef de brigade du FLNC, explique que des membres de la brigade Gravona du FLNC, la brigade dirigée par Santoni, ont mené l'attaque.
Le cessez-le-feu de 1981 mènera finalement aux accords Defferre de 1982, une série d'accords sur l'autonomie de la Corse qui créent notamment l'Assemblée de Corse et rouvrent l'Université de Corse-Pascal-Paoli. Le cessez-le-feu prendra fin plus tard en 1982 après que le gouvernement français n'ait pas tenu de nombreuses promesses, notamment le retrait de la Légion étrangère de Corse.